# Гент — Вевельгем 2016
Гент — Вевельгем 2016 — 78-я однодневная гонка и 7-я в Мировом Туре UCI 2016 года, стартует 27 марта 2016 года в Бельгии. Это будет вторая гонка Арденских классик после E3 Харелбеке. Главным украшением гонки станут брусчатые дороги Восточной Фландрии. Прошлогодний победитель Лука Паолини из команды Team Katusha не примет участия в гонке. Победу в гонке одержал велогонщик команды Tinkoff — Петер Саган.

## Маршрут

Карта гонки

Гонщики стартуют в Дейнзе и финишируют в Вевельгеме. Им предстоит преодолеть 243 километра, из которых 55 километров по дорогам Франции.

## Команды участники
В гонке примут участие 25 команд (18 UCI WorldTeams, 7 UCI Professional Continental teams), представивших по 8 гонщиков. Общее количество вышедших на старт 200 райдеров.
UCI WorldTeams
| - AG2R La Mondiale - Astana Pro Team - BMC Racing Team - Etixx-Quick Step - FDJ | - IAM Cycling - Lampre-Merida - Lotto Soudal - Movistar Team - Orica-GreenEDGE | - Cannondale - Team Giant-Alpecin - Team Katusha - Lotto NL-Jumbo - Dimension Data | - Team Sky - Tinkoff - Trek-Segafredo |

UCI Professional Continental teams
| - Topsport Vlaanderen-Baloise - Wanty-Groupe Gobert | - CCC-Sprandi-Polkowice - Cofidis, Solutions Crédits | - Bardiani-CSF - Direct Énergie | - Roompot–Oranje Peloton |

## Российские участники
Team Katusha : Вячеслав Кузнецов (3), Сергей Лагутин (сход), Александр Порсев (28)
 Tinkoff : Павел Брутт (17)

## Результаты
|    | Гонщик                  | Команда          | Время      |
| -- | ----------------------- | ---------------- | ---------- |
| 1  | Петер Саган (SVK)       | Tinkoff          | 5h 55' 12" |
| 2  | Сеп Ванмарке (BEL)      | Lotto NL-Jumbo   | + 0"       |
| 3  | Вячеслав Кузнецов (RUS) | Team Katusha     | + 0"       |
| 4  | Фабиан Канчеллара (SUI) | Trek-Segafredo   | + 0"       |
| 5  | Арно Демар (FRA)        | FDJ              | + 12"      |
| 6  | Фернандо Гавирия (COL)  | Etixx-Quick Step | + 12"      |
| 7  | Юрген Руландтс (BEL)    | Lotto Soudal     | + 12"      |
| 8  | Джакопо Гварньери (ITA) | Team Katusha     | + 12"      |
| 9  | Грег Ван Авермат (BEL)  | BMC Racing Team  | + 12"      |
| 10 | Микаэль Мёркёв (DEN)    | Team Katusha     | + 12"      |